# 时雨煮

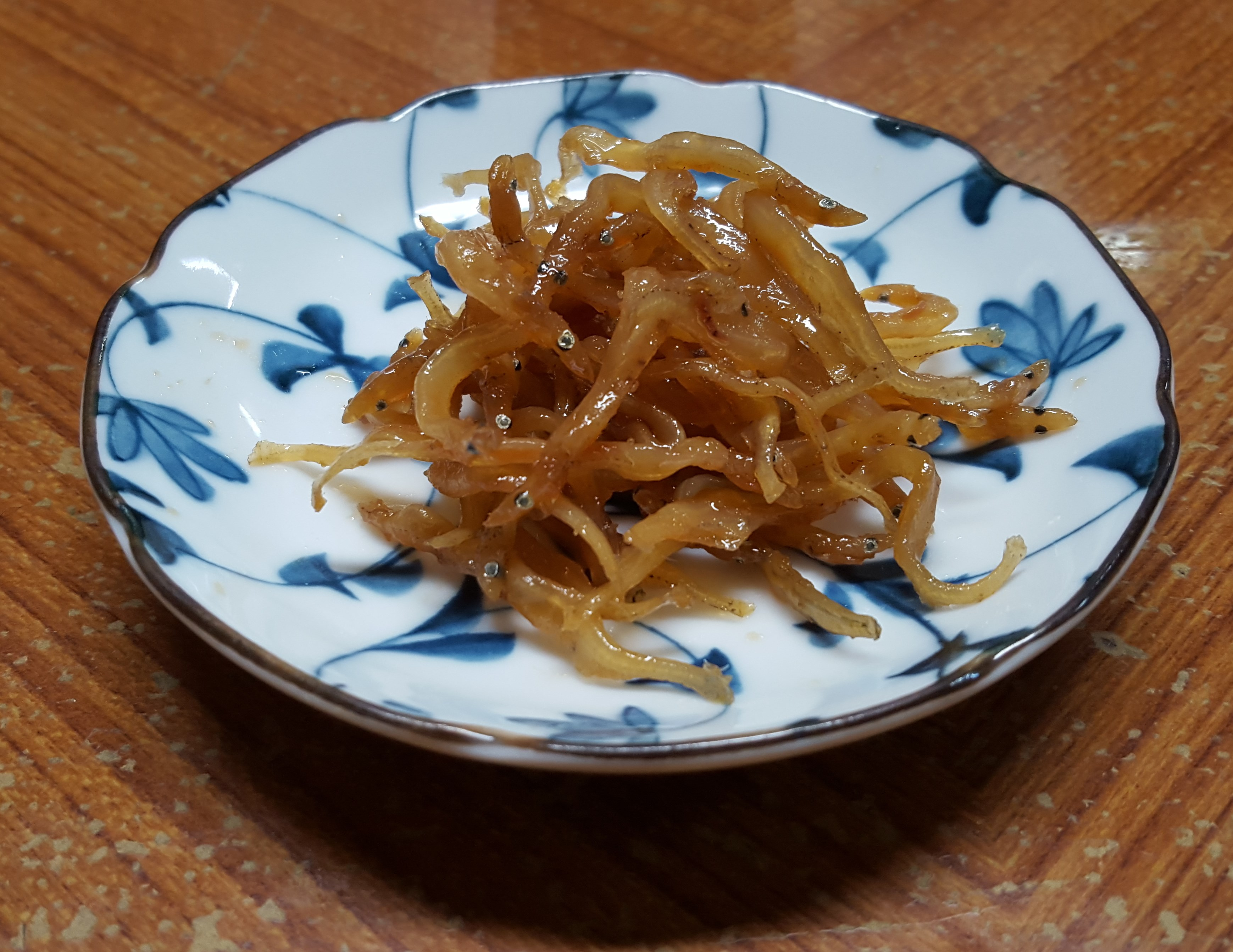
一种時雨煮

时雨煮是一种使用生姜制作的佃煮。在日本也常被简称为“时雨”。制作时的主料为贝肉等鱼贝类或者牛肉。

## 简介
最早时雨煮这一名称单指日本三重县的使用蛤蜊制作的“时雨蛤”，而现在时雨煮可以用于指称所有放入了生姜的佃煮。“时雨煮”这一名称被认为是由江户中期的俳句作家各务支考所起的。

## 语源
时雨煮的名称来源有以下数种说法。
- 由于食用时口中会如同时雨一般感受到各种各样的风味；
- 蛤蜊最美味的季节和时雨是同时期；
- 制作时能够很快制成，如同时雨的特点。